# Tour de Pequín 2013
El Tour de Pequín 2013 és la tercera edició de la cursa ciclista per etapes Tour de Pequín i la 29a i última de l'UCI World Tour 2013. Es disputà entre l'11 i el 15 d'octubre de 2013 sobre un recorregut de 835,5 km repartits entre 5 etapes pels voltants de Pequín.
El vencedor final fou el basc Beñat Intxausti| (Movistar Team), que s'imposà amb 10" d'avantatge a l'irlandès Daniel Martin (Garmin-Sharp) i en 13" al també basc David López (Team Sky). Intxausti basà la victòria final en el triomf en l'etapa reina de la present edició, la quarta etapa. En les classificacions secundàries Damiano Caruso (Cannondale) guanyà la classificació de la muntanya, Nacer Bouhanni (FDJ) la dels punts, Romain Bardet (AG2R La Mondiale) la dels joves i el Movistar Team la classificació per equips.
Aquesta fou la darrera cursa disputada per l'equip Euskaltel–Euskadi després de 20 anys dins el panorama ciclista professional. El català Joan Antoni Flecha (Vacansoleil-DCM) també posà punt final a la seva carrera de 14 anys com a professional, tal feu públic una setmana abans.

## Equips
| Núm.  | Codi | Equip                   |
| ----- | ---- | ----------------------- |
| 1-8   | OPQ  | Omega Pharma-Quick Step |
| 11-18 | ALM  | AG2R La Mondiale        |
| 21-28 | AST  | Astana Qazaqstan Team   |
| 31-38 | BEL  | Belkin Pro Cycling Team |
| 41-48 | BMC  | BMC Racing Team         |
| 51-57 | CAN  | Cannondale              |
| 61-68 | EUS  | Euskaltel–Euskadi       |
| 71-78 | FDJ  | FDJ                     |
| 81-88 | GRS  | Garmin-Sharp            |
| 91-97 | KAT  | Team Katusha            |

| Núm.    | Codi | Equip              |
| ------- | ---- | ------------------ |
| 101-108 | LAM  | Lampre-Merida      |
| 111-116 | LTB  | Lotto-Belisol      |
| 121-128 | MOV  | Movistar Team      |
| 131-138 | OGE  | Orica-GreenEDGE    |
| 141-148 | RLT  | RadioShack-Leopard |
| 151-157 | SKY  | Team Sky           |
| 161-167 | ARG  | Argos-Shimano      |
| 171-177 | TST  | Team Saxo-Tinkoff  |
| 181-188 | VCD  | Vacansoleil-DCM    |
| 191-198 | CSS  | Champion System    |

## Etapes
| Etapa    | Data         | Recorregut                            | km    | Vencedor de l'etapa   | Líder de la general   |
| -------- | ------------ | ------------------------------------- | ----- | --------------------- | --------------------- |
| 1a etapa | 11 d'octubre | Shunyi - Huairou Studio City          | 190,5 | Thor Hushovd (NOR)    | Thor Hushovd (NOR)    |
| 2a etapa | 12 d'octubre | Huairou Studio City - Yanqing         | 201,5 | Nacer Bouhanni (FRA)  | Nacer Bouhanni (FRA)  |
| 3a etapa | 13 d'octubre | Yanqing - Qianjiandian                | 176,0 | Nacer Bouhanni (FRA)  | Nacer Bouhanni (FRA)  |
| 4a etapa | 14 d'octubre | Yanqing - Miaofengshan                | 150,5 | Beñat Intxausti (ESP) | Beñat Intxausti (ESP) |
| 5a etapa | 15 d'octubre | Plaça Tian'anmen - Bird's Nest Piazza | 117,0 | Luka Mezgec (SLO)     | Beñat Intxausti (ESP) |

## Classificació general
|    | Ciclista              | Equip                   | Temps       |
| -- | --------------------- | ----------------------- | ----------- |
| 1  | Beñat Intxausti (ESP) | Movistar Team           | 19h 35' 46" |
| 2  | Daniel Martin (IRL)   | Garmin-Sharp            | + 10"       |
| 3  | David López (ESP)     | Team Sky                | + 13"       |
| 4  | Rui Costa (POR)       | Movistar Team           | + 18"       |
| 5  | Romain Bardet (FRA)   | AG2R La Mondiale        | + 24"       |
| 6  | Tony Martin (GER)     | Omega Pharma-Quick Step | + 24"       |
| 7  | Jan Bakelants (BEL)   | RadioShack-Leopard      | + 26"       |
| 8  | Robert Gesink (NED)   | Belkin Pro Cycling Team | + 26"       |
| 9  | Ivan Basso (ITA)      | Cannondale              | + 26"       |
| 10 | Garikoitz Bravo (ESP) | Euskaltel–Euskadi       | + 31"       |

## Evolució de les classificacions
| Etapa | Vencedor        | Classificació general | Classificació de la muntanya | Classificació per punts | Classificació dels joves | Classificació per equips |
| ----- | --------------- | --------------------- | ---------------------------- | ----------------------- | ------------------------ | ------------------------ |
| 1     | Thor Hushovd    | Thor Hushovd          | no entregat                  | Thor Hushovd            | Willem Wauters           | Team Katusha             |
| 2     | Nacer Bouhanni  | Nacer Bouhanni        | Thomas de Gendt              | Nacer Bouhanni          | Nacer Bouhanni           | Team Katusha             |
| 3     | Nacer Bouhanni  | Nacer Bouhanni        | Damiano Caruso               | Nacer Bouhanni          | Nacer Bouhanni           | BMC Racing Team          |
| 4     | Beñat Intxausti | Beñat Intxausti       | Damiano Caruso               | Nacer Bouhanni          | Romain Bardet            | Movistar Team            |
| 5     | Luka Mezgec     | Beñat Intxausti       | Damiano Caruso               | Nacer Bouhanni          | Romain Bardet            | Movistar Team            |
| Final | Final           | Beñat Intxausti       | Damiano Caruso               | Nacer Bouhanni          | Romain Bardet            | Movistar Team            |